# Krzyk ostateczny
Krzyk ostateczny – zbiór wierszy Władysława Broniewskiego wydany w 1938 w Warszawie, pisanych przez niego od 1933 roku.
Dotyczą katastroficznej obawy przed faszyzmem i wybuchem wojny. Autor przekazuje we wierszach swoją wiarę w posłannictwo poezji i wartość pracy. W utworach Cześć i dynamit i No pasaran! uwidacznia swoją solidarność z walczącym ludem hiszpańskim. Zawierają także przeżycia z więzienia, rozrachunku życiowego. Jest to poezja dojrzała, aktualna ideowo. W znacznej części wierszy przeważa nastrój niepokoju, w innych wyraźna jest tonacja patriotyczna.
Wydanie zbioru zostało wznowione w 1946. Niektóre wiersze doczekały się kilku przedruków w innych zbiorach poezji Broniewskiego.

## Wiersze z tomuKrzyk ostateczny
- Krzyk Ostateczny,
- Do przyjaciół-poetów,
- Twarde ręce,
- Na Śmierć Andrzeja Struga,
- Cześć i dynamit,
- No pasaran!,
- Miasto Rodzinne,
- Mannlicher,
- Mój pogrzeb,
- Magnitogorsk albo rozmowa z Janem (wycięty przez cenzurę),
- Hawrań i Murań,
- Zachód,
- Brzoza,
- Scherzo,
- Noc,
- Ulica Miła,
- Poeta i Trzeźwi,
- Bar <Pod Zdechłym Psem>,
- W Pociągu